# Zaubertalbach
Der Zaubertalbach ist ein rechter Nebenfluss der Donau in Oberösterreich.

## Verlauf
Der Zaubertalbach entspringt in der Ortschaft Friesenegg, östlich des Rappelwegs in Leonding. Er fließt in östlicher, dann in nördlicher Richtung entlang der Zaubertalstraße, bildet das Zaubertal (Leonding), wo er nach der Linzer Stadtgrenze in Linz-St. Margarethen in die Donau mündet.